# Batalla del Silarus
La batalla del Silarus va ser un enfrontament de la Segona Guerra Púnica, que va tenir lloc l'any 212 aC entre l'exèrcit cartaginès d'Hanníbal i les forces romanes dirigides pel pretor Marc Centeni Penula vora del riu Silarus. Els cartaginesos van sortir victoriosos, destruint tot l'exèrcit romà. Aquesta és una de les poques batalles en les que els efectius d'Anníbal eren superiors als del seu oponent.

## Situació estratègica
Anníbal havia aixecat el setge de Càpua després de combatre dos exèrcits consulars romans a la Primera batalla de Càpua. Els cònsols romans havien separat les seves forces, amb Quint Fulvi Flac avançant cap a Cumae, mentre que Api Claudi Pulcre marxava cap a Lucània. No és segur perquè els consols van prendre aquesta decisió, ja que les seves forces encara eren més nombroses que les de l'exèrcit d'Anníbal, fins i tot després de les pèrdues sofertes en la batalla. Anníbal va decidir seguir a Claudi.
Claudi va aconseguir eludir la persecució d'Hanníbal, però un dels seus centurions, Marc Centeni Penula, va demanar al Senat Romà que l'autoritzés a lluitar de forma independent contra Anníbal, adduint que amb el seu coneixement de la Campània podria superar als cartaginesos. Sorprenentment, la seva apel·lació va ser concedida, ja que el Senat temia que el poble romà consideres impopular una negativa. Així doncs se li van assignar 8.000 soldats amb els que Marc Claudi es va instal·lar a Lucània. Poc després se li van afegir uns altres 8.000 voluntaris de Campània, Lucània i la regió de Samni. Encara que el cònsol Api Claudi tenia intenció de marxar amb el seu propi exèrcit a l'oest per a unir-se al seu company, Centeni no el va esperar i va sortir a perseguir Hanníbal.

## Batalla
Centeni era un soldat valent però no tenia dots ni experiència com a general. Segons les cròniques de l'historiador Titus Livi, Centeni avançava amb el seu exèrcit sense tenir el més mínim indici de la localització de l'exèrcit cartaginès. Els exploradors d'Hanníbal , en canvi, van ser capaços de localitzar els romans abans que acampessin i els van parar una emboscada. Davant de l'atac, els aliats etruscs van fugir sense establir batalla, fet que va crear pànic entre les files romanes. Hanníbal va envoltar a la resta dels romans i els va aniquilar. Mort Marc Centeni, Hanníbal va provar d'emprar l'anell consular de Marc utilitzant falsament el seu nom, però va ser en va. No obstant això, Hanníbal seguia invicte en territori d'Itàlia. En termes de baixes causades, es diu que dels 16.000 romans només 1.000 van sobreviure.

## Importància i conseqüències
Després de la batalla, Hanníbal va decidir no perseguir l'exèrcit de Claudi i va marxar cap a l'est, a Apúlia, on un exèrcit romà sota el pretor Gneu Fulvi Flac operava contra les ciutats aliades de Cartago. Els exèrcits romans consulars s'enfrontarien al d'Anníbal a Càpua.